# Ekaterina Lobaznyuk
Ekaterina Vladimirovna Lobaznyuk (en russe : Екатерина Владимировна Лобазнюк) est une gymnaste russe née le 10 juin 1983 à Ferghana (RSS d'Ouzbékistan). Ses agrès de prédilection sont la poutre et le sol.
Elle a pris sa retraite sportive en 2001 et vit maintenant à Roubtsovsk. 

## Biographie
Deuxième fille d'une entraîneuse de gymnastique et d'un directeur d'école de sport, Ekaterina Lobaznyuk a grandi en Ouzbékistan.
Elle commence la gymnastique à l'âge de six ans en 1989. 
Dans les années 1990, après l'effondrement de l'URSS, la famille Lobaznyuk s'est réfugiée à Tachkent en raison de la violence et des émeutes dans la région de la vallée de Fergana. La famille a tenté de rejoindre un cirque là-bas, mais sans succès. L'aide est arrivée en 1994 grâce à sa grand-mère, qui vivait alors en Russie ; les Lobaznyuks se sont finalement installés à Rubtsovsk, dans le sud-ouest de la Sibérie.

## Carrière
En 1997, elle remporte la seconde place au sol au Moscow World Star et finit 7e au concours national russe. L'année suivante, en 1998, elle finit deuxième au saut de cheval et troisième au sol au Moscow World Star. Au concours national de Russie, elle finit première au sol, seconde au saut et 8e au concours général. Elle prend la deuxième place à la poutre aux championnats du monde 1999. Grâce à ces résultats, elle est sélectionnée pour participer aux Jeux Olympiques de Sydney en 2000 où elle remporte la médaille d'argent du concours par équipe avec Svetlana Khorkina et Elena Zamolodchikova. 
À titre individuel, elle y obtient également une médaille de bronze au saut de cheval et une médaille d'argent à la poutre. Elle a mis fin à sa carrière en 2001 à la suite d'une blessure au genou occasionnée par une chute au saut de cheval.